# رازفان أندرونيك
رازفان أندرونيك (بالرومانية: Răzvan Andronic)‏ هو لاعب كرة قدم روماني في مركز الوسط، ولد في 7 يناير 2000 في كلوج نابوكا في رومانيا. لعب مع سي إف آر كلوج ونادي بوتوشاني.

## وصلات خارجية
- رازفان أندرونيك على موقع قاعدة بيانات كرة القدم.إي يو (الإنجليزية)
- رازفان أندرونيك على موقع Soccerway.com (الإنجليزية)